# (23187) 2000 PN9
(23187) 2000 PN9 est un astéroïde Apollon aréocroiseur classé comme potentiellement dangereux. Il fut découvert par LINEAR à Socorro le 8 août 2000.